# Palazzetto dello Sport (Sansepolcro)
Il palazzetto dello sport è un'arena coperta di Sansepolcro.

## Storia e descrizione
Il palazzetto viene utilizzato sia per attività sportive, soprattutto come palestra e per gare di pallavolo e pugilato, sia per attività ludiche, come concerti musicali.
 Ospita le gare casalinghe della squadra maschile di pallavolo della Pallavolo Città di Castello.